# Преселка
Пресе́лка (болг. Преселка) — село в Шуменській області Болгарії. Входить до складу общини Новий Пазар.

## Населення
За даними перепису населення 2011 року у селі проживали 220 осіб.
Національний склад населення села:
| Національність   | Кількість осіб | Відсоток |
| ---------------- | -------------- | -------- |
| болгари          | 70             | 51,1%    |
| турки            | 64             | 46,7%    |
| цигани           | 3              | 2,2%     |
| інша             | 0              | 0%       |
| не визначились   | 0              | 0%       |
| Всього відповіли | 137            |          |

Розподіл населення за віком у 2011 році:
Динаміка населення: